# أبو الحسن الدريني
أبو الحسن علي بن محمد يحيى الدُّريني الأنباري يعرف أيضًا بـابن الدُّريني  و ابن الإبري أو ثقة الدولة بن الأنباري (1082 - 25 أكتوبر 1154 (475 - 16 شعبان 549) عالم مسلم وشاعر عراقي. من أدباء الأعيان وكان من أركان دولة المقتفي، تعصب لأصحاب الشافعي. وهو زوج شهدة الكاتبة. بنى ببغداد مدرسة للشافعية وسلمها إلى شرف الدين يوسف الدمشقي، وعرفت بالثقتية. وكان شاعرًا. توفي في بغداد.

## سيرته
هو أبو الحسن علي بن محمد بن يحيى. ولد سنة 475 هـ/ 1082 م. قال عنه ابن النجار «كان من الأعيان الأمالي، وكان خصيصا بالإمام المقتفى لأمر الله، وكان فيه أدب، ويقول الشعر اللطيف، وبنى مدرسة لأصحاب الشافعي على شاطئ دجلة بباب الأزج، وبنى إلى جانبها رباطا للصوفية، وأوقف عليهما وقوفا حسنة، سمع الحديث من النقيب أبي الفوارس طراد بْن مُحَمَّد بن علي الزينبي، وأبي عبد الله الحسين ابن أحمد بن محمد بن طلحة النعالي، وأبي الخطاب نصر بن أحمد بن عبد الله ابن البطر، روى لنا عنه أبو محمد بن الأخضر.» قال عنه السمعاني «علي بن محمد بن يحيى الدريني كان يخدم أبا نصر أحمد بن الفرج الإبري وزوجه بنت شهدة الكاتبة، ثم علت درجته وارتفعت منزلته إلى أن صار خصيصا بالمقتفى وكان يشاوره ويدينه كتب عنه، وكان متوددا متواضعا.» و«وكان خيرا كثير الصدقة» 

كان خصيصا بالمقتفى لأمر الله. وبنى مدرسة على شاطئ دجلة للشوافع، ورباطا للصوفيين بجانبها، ووقف عليهما وقفا حسنا. وله شعر.

توفي ثقة الدولة في يوم الثلاثاء سادس عشر شعبان سنة تسع وأربعين وخمسمائة 25 أكتوبر 1154، ودفن في داره برحبة الجامع «ثم نقل بعد موت زوجته شهدة فدفنا بباب أبرز قريبا من المدرسة التاجية في محرم سنة أربع وسبعين وخمسمائة.»

## شعره
من شعره: